# Алкалоз рубца
Алкалоз рубца — это расстройство пищеварения, характеризующееся изменением рН содержимого рубца жвачных в щелочную сторону. Клинически заболевание проявляется гипотонией или атонией рубца и в некоторых случаях одновременно его переполнением кормовыми массами.

## Этиология
Заболевание возникает при применении завышенных доз азотсодержащих добавок или неправильном их назначении. Иногда алкалоз возникает при поедании большого количества бобовых трав на пастбище, загнивших остатков корма со дна кормушек, длительном отсутствии в рационах животных поваренной соли. Защелачивание содержимого рубца происходит и у голодных животных.

## Патогенез
Богатый белком корм приводит к усиленному образованию ионов аммония в рубце. В результате создаются благоприятные условия для грамотрицательной микрофлоры, в основном кишечной палочки и протея. Больше, чем в норме, образуется аммиака, который всасывается в кровь и вызывает сдвиг щелочно-кислотного баланса в щелочную сторону, рН в рубце повышается и может достигать 8-9. В этих условиях в рубце симбионты погибают или их функционирование угнетается. Это ведёт к нарушению рубцового пищеварения и обмена веществ в организме.

## Клиническое проявление
При поступлении большого количества мочевины наблюдают признаки брюшных болей: беспокойство, скрежет зубами. Отмечают выделение пенистой слюны, полиурию. Позднее наступают тремор, слабость, нарушается координация движений, учащается дыхание, животное мычит, появляется мышечный спазм. Животное погибает через 0,5-4 часа после отравления.  При перекорме протеинсодержащими кормами болезнь протекает длительнее. Животное отказывается от корма, отсутствуют жвачка и моторика рубца, из ротовой полости ощущается гнилостный или неприятный запах.

## Прогноз
В лёгких случаях после устранения причины-благоприятный. При передозировке мочевины-сомнительный или неблагоприятный.